# العلاقات القرغيزستانية النيوزيلندية
العلاقات القيرغيزستانية النيوزيلندية هي العلاقات الثنائية التي تجمع بين قيرغيزستان ونيوزيلندا.

## مقارنة بين البلدين
هذه مقارنة عامة ومرجعية للدولتين:
| وجه المقارنة                                              | قيرغيزستان                      | نيوزيلندا                                              |
| --------------------------------------------------------- | ------------------------------- | ------------------------------------------------------ |
| المساحة (كم2)                                             | 199.95 ألف                      | 268.02 ألف                                             |
| عدد السكان (نسمة)                                         | 6.20 مليون                      | 4.24 مليون                                             |
| الكثافة السكانية (ن./كم²)                                 | 31.01                           | 15.82                                                  |
| العاصمة                                                   | بيشكك                           | ويلينغتون، أوكلاند                                     |
| اللغة الرسمية                                             | اللغة الروسية، اللغة القيرغيزية | لغة إنجليزية، اللغة الماورية، لغة الإشارة النيوزيلندية |
| العملة                                                    | سوم قيرغيزستاني                 | دولار نيوزيلندي، الجنيه النيوزيلندي                    |
| الناتج المحلي الإجمالي (بليون دولار)                      | 7.56 مليار                      | 205.85 مليار                                           |
| الناتج المحلي الإجمالي (تعادل القوة الشرائية) بليون دولار | 20.45 مليار                     |                                                        |
| الناتج المحلي الإجمالي الاسمي للفرد دولار أمريكي          | 1.10 ألف                        |                                                        |
| الناتج المحلي الإجمالي للفرد دولار أمريكي                 |                                 |                                                        |
| مؤشر التنمية البشرية                                      | 0.655                           | 0.914                                                  |
| رمز المكالمات الدولي                                      | +996                            | +64                                                    |
| رمز الإنترنت                                              | .kg                             | .nz                                                    |
| المنطقة الزمنية                                           | ت ع م+06:00                     | ت ع م+13:00، ت ع م+12:00                               |

## منظمات دولية مشتركة
يشترك البلدان في عضوية مجموعة من المنظمات الدولية، منها:
| علم المنظمة | اسم المنظمة                        | تاريخ انضمام قيرغيزستان | تاريخ انضمام نيوزيلندا |
| ----------- | ---------------------------------- | ----------------------- | ---------------------- |
|             | بنك التنمية الآسيوي                | 1994                    | 1966                   |
|             | مؤسسة التنمية الدولية              | 24 سبتمبر 1992          | 1 أكتوبر 1974          |
|             | يونسكو                             | 2 يونيو 1992            | 4 نوفمبر 1946          |
|             | وكالة ضمان الاستثمار متعدد الأطراف | 21 سبتمبر 1993          | 22 أبريل 2008          |
|             | الأمم المتحدة                      | 2 مارس 1992             | 24 أكتوبر 1945         |
|             | الاتحاد البريدي العالمي            | ?                       | ?                      |
|             | البنك الدولي للإنشاء والتعمير      | 18 سبتمبر 1992          | 31 أغسطس 1961          |
|             | الاتحاد الدولي للاتصالات           | 20 يناير 1994           | 3 يونيو 1878           |
|             | منظمة حظر الأسلحة الكيميائية       | ?                       | ?                      |
|             | مؤسسة التمويل الدولية              | 11 فبراير 1993          | 31 أغسطس 1961          |
|             | منظمة التجارة العالمية             | ?                       | ?                      |
|             | منظمة الشرطة الجنائية الدولية      | ?                       | ?                      |

## وصلات خارجية
- موقع وزارة الخارجية القيرغيزستانية
- موقع وزارة الخارجية النيوزيلندية